# Augochlora jugalis
Augochlora jugalis är en biart som först beskrevs av Joseph Vachal 1911.  Augochlora jugalis ingår i släktet Augochlora och familjen vägbin. Inga underarter finns listade.